# Залоке
Залоке (словен. Zaloke) — поселення в общині Кршко, Споднєпосавський регіон, Словенія. Висота над рівнем моря: 165,4 м.